# Günter Morsch
Günter Morsch (* 15. August 1952 in St. Wendel) ist ein deutscher Historiker.

## Leben und Werk
Günter Morsch zog aus St. Wendel im Saarland 1972 nach West-Berlin und studierte an der Technischen Universität und der Freien Universität Geschichte, Psychologie und Philosophie. Er wurde 1989 an der TU Berlin mit einer Arbeit über die Arbeiterschaft im Nationalsozialismus promoviert. Zur gleichen Zeit arbeitete er als wissenschaftlicher Mitarbeiter bei dem großen Ausstellungsprojekt „Berlin; Berlin. Die Ausstellung zur Geschichte der Stadt“. Im Anschluss war Morsch Referent für Erwachsenenbildung bei den Gewerkschaften und danach fünf Jahre lang Museumsrat am Rheinischen Industriemuseum in Oberhausen. Von 1993 bis 2018 leitete er die Gedenkstätte und das Museum Sachsenhausen und war seit 1997 zugleich Direktor der Stiftung Brandenburgische Gedenkstätten.
Morsch war Honorar-Professor am Otto-Suhr-Institut für Politikwissenschaft der FU Berlin und Mitarbeiter der dort angesiedelten Arbeitsstelle Nationale und Internationale Gewerkschaftspolitik. Des Weiteren ist oder war er Mitglied in mehreren Beratungsgremien, u. a. Kuratorium der Stiftung Denkmal für die ermordeten Juden Europas, Fachkommission der KZ-Gedenkstätte Neuengamme (Vorsitz), Beirat der Gedenkstätte Friedhof der Märzgefallenen, Beirat Gedenkstätte Haus der Wannsee-Konferenz, Beirat „Museum Berliner Innenhafen“, Arbeitskommission I der Berlin-Brandenburgischen Gedenkstätten (Vorsitzender) und der Ständigen Konferenz der Gedenk- und Dokumentationsstätten im Berliner Raum.
Günter Morsch ist verheiratet, Vater zweier Kinder und lebt in Oranienburg.

## Ehrungen
- 1995: Medalu Pamiatkowego. Rada Ochrony Pamieci Walk I Meczenstwa
- 2010: De Universitate Iagellonica optimo merito
- 2013: Ritter der französischen Ehrenlegion[1]
- 2017: Offizier des Verdienstordens des Großherzogtums Luxemburg[2]
- 2018: Verdienstorden des Landes Brandenburg

## Publikationen (Auswahl)

### Monographien
- Sachsenhausen, das „Konzentrationslager bei der Reichshauptstadt“. Gründung und Ausbau (= Forschungsbeiträge und Materialien der Stiftung Brandenburgische Gedenkstätten, Band 10), Berlin: Metropol 2014, ISBN 978-3-86331-170-4.
- Arbeit und Brot. Studien zu Lage, Stimmung, Einstellung und Verhalten der deutschen Arbeiterschaft 1933–1936/37 (= Europäische Hochschulschriften, Reihe 3: Geschichte und ihre Hilfswissenschaften, Band 546), Frankfurt am Main u. a.: Lang 1993, ISBN 978-3-631-42772-9; zugleich Berlin, Techn. Univ., Diss., 1989.
- Eisenheim. Älteste Arbeitersiedlung im Ruhrgebiet (= Wanderwege zur Industriegeschichte. Band 1). Rheinland-Verlag, Köln 1990, ISBN 3-7927-1195-8.

### Herausgeberschaften
- mit Bertrand Perz: Neue Studien zu nationalsozialistischen Massentötungen durch Giftgas. Historische Bedeutung, technische Entwicklung, revisionistische Leugnung, 2. Aufl. Berlin 2012, ISBN 978-3-940938-99-2.
- mit Agnes Ohm: Terror in der Provinz Brandenburg. Frühe Konzentrationslager 1933/34; eine Ausstellung der Stiftung Brandenburgische Gedenkstätten – Gedenkstätte und Museum Sachsenhausen (= Schriftenreihe der Stiftung Brandenburgische Gedenkstätten, Band 46), Berlin: Metropol 2014, ISBN 978-3-86331-211-4.
- mit Agnes Ohm: Die Zentrale des KZ-Terrors. Die Inspektion der Konzentrationslager 1934–1945 (= Schriftenreihe der Stiftung Brandenburgische Gedenkstätten, Bd. 47), Metropol Berlin 2015, ISBN 978-3-86331-251-0.
- mit Detlef Garbe: Kriegsendverbrechen zwischen Untergangschaos und Vernichtungsprogramm, Konzentrationslager (= Studien zur Geschichte des NS-Terrors, Heft 1), Metropol Berlin 2015, ISBN 978-3-86331-282-4.
- Ausstellungskatalog zu Die Konzentrationslager-SS 1936–1945. Exzess- und Direkttäter im KZ Sachsenhausen; eine Ausstellung am historischen Ort (= Schriftenreihe der Stiftung Brandenburgische Gedenkstätten, Band 52), Berlin: Metropol 2016, ISBN 978-3-86331-288-6.
- Die Konzentrationslager-SS 1936–1945. Arbeitsteilige Täterschaft im KZ Sachsenhausen, Berlin 2018.

### Aufsätze
- Die kalkulierte Improvisation. Streiks und Arbeitsniederlegungen im „Dritten Reich“, in: Vierteljahrshefte für Zeitgeschichte, 4/1988.
- Concentration Camp Memorials in Eastern Germany since 1989, in: John K. Roth, Elisabeth Maxwell (Ed.), Remembering for the Future. The Holocaust in the Age of Genocides, Palgrave, Basingstoke 2001, S. 367–81.
- Sachsenhausen – ein neuer Lagertypus? Das Konzentrationslager bei der Reichshauptstadt in der Gründungsphase, in: Zeitschrift für Geschichtswissenschaft, 56 (Jg. 2008), Nr. 10, S. 224–239.
- Geschichte als Waffe. Erinnerungskultur in Europa und die Aufgabe der Gedenkstätten, in: Blätter für deutsche und internationale Politik, H 5/2010, S. 109–121.
- Die Transformation der historischen Orte. Sanierung, Rekonstruktion und Neugestaltung am Beispiel von Sachsenhausen, in: Gabriele Hammermann, Dirk Riedel (Hrsg.), Sanierung, Rekonstruktion, Neugestaltung. Zum Umgang mit historischen Bauten in Gedenkstätten, München 2014, S. 74–96.
- Der 23. August – ein geeigneter europäischer Gedenktag für die Opfer aller totalitärer und autoritärer Diktaturen? In: Christoph Koch (Hrsg.), Gab es einen Stalin-Hitler-Pakt? Charakter, Bedeutung und Deutung des deutsch-sowjetischen Nichtangriffsvertrages vom 23. August 1939, Frankfurt/M. 2015, S. 313–329.
- Wider die Instrumentalisierung der Geschichte. Die neue deutsche Erinnerungspolitik seit 1990, in: Blätter für deutsche und internationale Politik, 9/2015, S. 111–121.
- Die Bedeutung der Archäologie für die historische Forschung, für Ausstellungen, pädagogische Vermittlung und Neugestaltung in den NS-Gedenkstätten, in: Thomas Kersting u. a. (Hg.), Archäologie und Gedächtnis. NS-Lagerorte Erforschen – Bewahren – Vermitteln, Petersberg 2016, S. 17–31.
- Oranienburg und die Gedenkstätte Sachsenhausen. Konfrontationen, Leitbilder und Interessenkonflikte nach der deutschen Einheit, in: Horst Seferens (Hrsg.), Schwierige Nachbarschaft? Das Verhältnis deutscher Städte zu „ihren“ Konzentrationslagern vor und nach 1945, Berlin 2018, S. 157–173.